# 玛丽亚施莫尔恩
玛丽亚施莫尔恩是奥地利上奥地利州因河畔布劳瑙县的一个市镇。总面积34.49平方公里，总人口1351人，人口密度39.2人/平方公里（2005年）。